# Изгрев (област Плевен)
Вижте пояснителната страница за други значения на Изгрев.
Ѝзгрев е село в Северна България. То се намира в община Левски, област Плевен. Намира се в Средно дунавска равнина, разположено в средното течение на р.Осъм на горния склон на две слаби възвишения, разделени от пресъхнал поток. Село Изгрев се намира на главния шосеен път, свързващ градовете Левски и Никопол и е на 3км от магистралата София - Плевен - Русе. Отстои на15км северозападно от град Левски, на 40км от град Плевен и град Никопол, и на 38км от град Свищов. Територията на изгревското землище е 17 000 дка. Релефът е хълмист. 

## География
Намира се на река Осъм. Река Осъм около село Изгрев е атрактивен риболовен обект, изобилстващ от различни видове риба, като сом, шаран, каракуда, бяла риба.
Селото е в равнинната част на Дунавската равнина. Намира се на пътя за Никопол, и е на около 2 km от магистралата София-Варна-Русе.

## История
Старото име на село Изгрев е Дервишкюю, т.е.селото на дервиш. Основано е преди освобождението на България от османско владичество. Съществувало е и се е запазило благодарение на един дервиш (дервиш е мюсюлмански аскет-скитник). Под неговата закрила поробителите не са смеели да нападат селото и жителите му. От там произлиза и старото име на днешното село Изгрев.

## Редовни събития
Съборът на селото се провежда на първата събота от месец август — на Илинден.